# Majak (rejon kunaszacki)
Majak (ros. Маяк) – osiedle w Rosji, w obwodzie czelabińskim, w rejonie kunaszackim. W 2010 liczyło 456 mieszkańców.